# Mangere Bridge
Māngere Bridge est une banlieue de la cité d’Auckland dans l’île du Nord de la Nouvelle-Zélande.

## Situation
Elle est sous la gouvernance locale du conseil d'Auckland, et est localisée à l’extrémité sud du pont de Mangere (en), qui passe au-dessus du port de Manukau.

## Municipalités limitrophes
Elle comprend le domaine de domaine de Mangere (en) et se situe tout près du parc de Ambury Farm, dont le fonctionnement est assuré par le conseil d'Auckland.
C’est une zone multi-culturelle, avec souvent de grandes familles, et une banlieue dominée par des maisons de style brick-and-tile, construite dans les années 1960 à 1970.

## Toponymie
En 2019, le nom de la banlieue fut officiellement enregistré au journal officiel comme étant Mangere Bridge

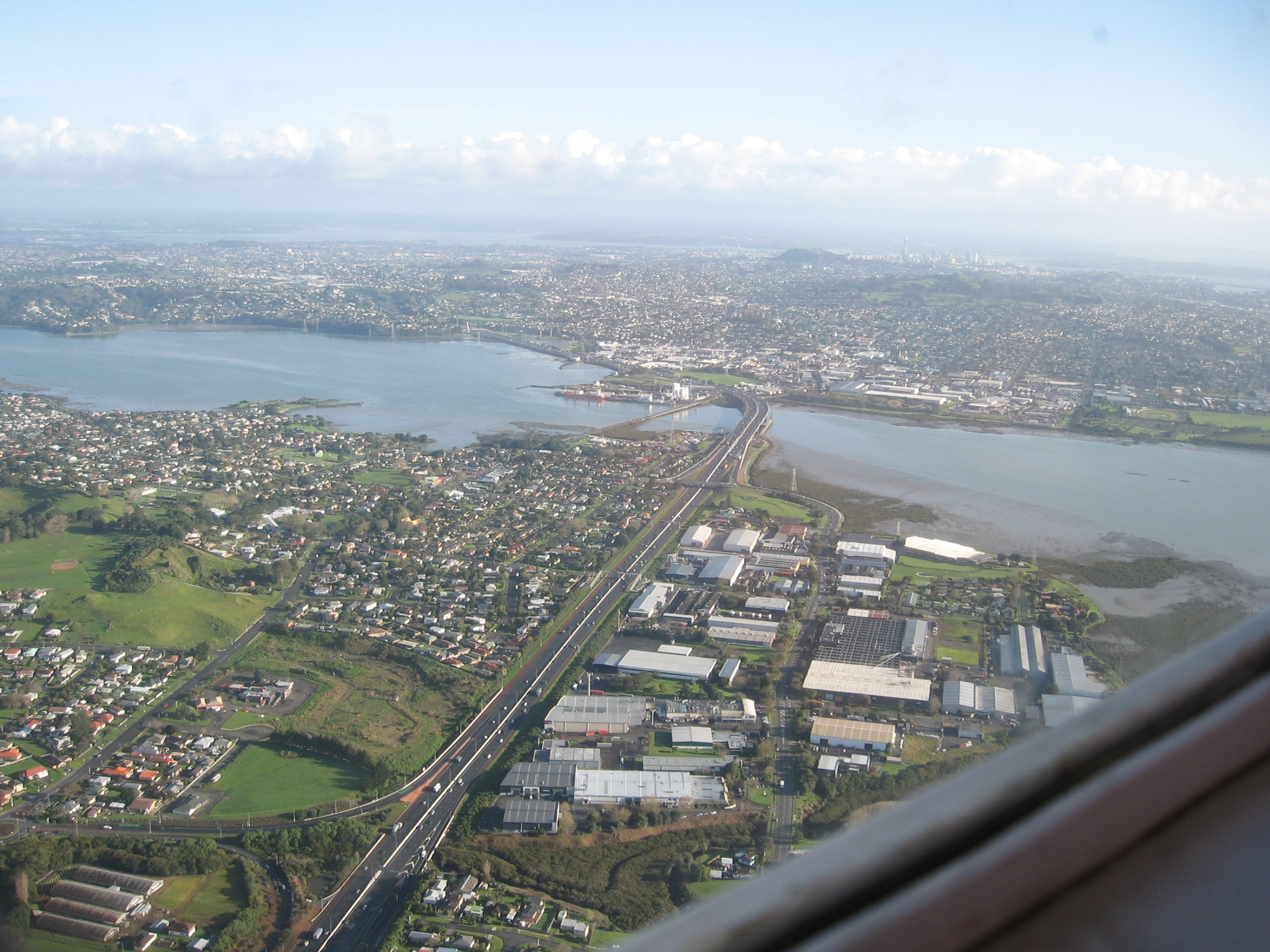
La banlieue de Mangere Bridge à la partie inférieure gauche de la photo avec le pont de Mangare dans le lointain

## Population
Mangere Bridge, comprenant les zones statistiques de Mangere Bridge Ambury, Mangere Bridge et Mangere Mountain View, avait une population de 10 296 habitants selon le recensement de 2018 en Nouvelle-Zélande, en augmentation de 1 035 personnes soit 11,2 % depuis le recensement de 2013 en Nouvelle-Zélande, et une augmentation de 1 494 personnes soit 17 % depuis le recensement de 2006. Il y a alors 3 150 foyers. On note la présence de 5 052 hommes et 5 244 femmes, donnant ainsi un sexe -ratio de 0,96 homme pour une femme, avec 2 343 personnes soit 22,8 % âgées de moins de 15 ans d’âge, 1 944 personnes soit 18,9 % sont âgées de 15 à 29 ans, 4 650 personnes soit 45,2 % âgées de 30 à 64 ans et 1 365 personnes soit 13,3 % âgées de 65 ans ou plus.
La composition ethnique est : 54,6 % européens/Pākehā, 18,9 % Maoris, 32,3 % personnes du Pacifique, 13,1 % asiatiques, et 2,2 % d’une autre ethnie (le total peut faire plus de 100 % dans la mesure où une personne peut s’identifier avec de multiples ethnicités en fonction de ses ascendants).
La proportion de personnes nées outre-mer est de 27 %, comparée avec les 27,1 % au niveau national.
Bien que certaines personnes refusent à donner leur religion, 35,2 % disent n’avoir aucune religion, 50,7 % sont chrétiens et 7,6 % ont une autre religion.
Parmi celles de moins de 15 ans d’âge, 1 788 individus (soit 22,5 %) ont une licence ou un degré supérieur, et 1 401 personnes (soit 17,6 %) n’ont aucune qualification formelle. Le statut d’emploi de ceux de plus de 15 ans était pour 4 257 personnes (soit 53,5 %)  un emploi à plein temps, 927 personnes (soit 11,7 %) travaillaient à temps partiel et 354 personnes (soit 4,5 %,) étaient sans emploi .

## Marae
Le marae local Te Puea Marae, est un terrain de rencontre tribal pour les Waikato Tainui de l’hapu des Ngāti Kuiaarangi (en), Ngāti Mahuta (en), Ngāti Tai (en) et des Ngāti Whāwhākia (en).
Il comprend la maison de rencontre (en), aussi appelée Te Puea,. Le marae a aidé des centaines de personnes sans abri (en) à trouver un logement, à travers une philosophie de manaakitanga.

## Éducation
- Mangere Bridge School, Waterlea Public School et Mountain View School sont des écoles primaires (allant de l’année 1 à 6)  avec un effectif respectivement de 387 élèves,437 élèves et 224 élèves en mars 2020[7],[8], [9].

- le Ambury Park Centre est une école privée secondaire accueillant les enfants de l’année 9 à 13, qui présentent des déficits. Elle a un effectif de 12 élèves[10]. L'équitation et les soins aux chevaux sont un caractère important de leur programme d’éducation [11].

- La Auckland Seventh-day Adventist High School (en) est une école secondaire, intégrée au public, allant de l’année 9 à 13, avec un effectif de 291 élèves [12].

Toutes ces écoles sont mixtes. Les effectifs sont ceux de mars 2020.

## Association de football
Mangere Bridge est le siège du club de football de Onehunga-Mangere United (en).

## Anciens résidents notables
- David Lange, ancien premier Ministre
- Willie Jackson, homme politique et homme de radio
- Jon Zealando, magicien
- Mike King (en), comédien et avocat des maladies mentales.